# Józef Weyssenhoff
Józef Weyssenhoff, född 8 april 1860 i Kolano, död 6 juli 1932 i Warszawa, var en polsk baron och författare. 
Weyssenhoff var 1891–96 redaktör för tidskriften "Biblioteka Warszawska". Hans romaner Zaręczyny Jana Bełskiego (Jan Belskis förlovning, 1894), Za blękitami (Bortom de blå ängderna, 1894), Zywot i myśli Zygmunta Podfilipskiego (Zygmunta Podfilipskis liv och tankar, 1898), Sprawa Dolęgi (Dolęgas mål, 1902), Syn marnotrawny (Den förlorade sonen, 1904), Dni polityczne (1906), Unja (1910) och Hetman (1911) är delvis påverkade av Anatole Frances ironiska stil och kännetecknas av stark satir i den moderna samhällsskildringen med psykologisk trohet. Hans berättelsecykel Soból i panna (1911) uppvisar viss likhet med Ivan Turgenjevs "En jägares dagbok".